# Oberzwieselberg und Unterzwieselberg
Oberzwieselberg und Unterzwieselberg ist ein vom Landratsamt Freudenstadt am 28. März 1962 durch Verordnung ausgewiesenes Landschaftsschutzgebiet auf dem Gebiet der Stadt Freudenstadt und der Gemeinde Bad Rippoldsau-Schapbach im Landkreis Freudenstadt.

## Lage
Das Landschaftsschutzgebiet umfasst die Flächen um die zu Freudenstadt gehörenden Weiler Oberer Zwieselberg und Unterer Zwieselberg.  Es gehört zum Naturraum Grindenschwarzwald und Enzhöhen und liegt im Naturpark Schwarzwald Mitte/Nord.

## Landschaftscharakter
Beide Weiler sind von einer Rodungsfläche umgeben, die als Weiden und Wiesen bewirtschaftet werden. Die Offenhaltung dieser für den Nordschwarzwald charakteristischen Rodungsinseln und die Vermeidung von Beeinträchtigungen, wie Bauwerke oder Ablagerungen ist das primäre Ziel des Landschaftsschutzgebiets. Umgeben werden beide Teilgebiete von ausgedehnten Waldbeständen.